# 加塔蒂科
加塔蒂科（義大利語：Gattatico），是意大利雷焦艾米利亚省的一个市镇。总面积42平方公里，人口5846人，人口密度139.2人/平方公里（2009年）。ISTAT代码为035022。